# Лейвонія (Джорджія)
Лейвонія (англ. Lavonia) — місто (англ. city) в США, в округах Франклін і Гарт штату Джорджія. Населення — 2143 особи (2020).

## Географія
Лейвонія розташована за координатами 34°26′5″ пн. ш. 83°6′32″ зх. д. / 34.43472° пн. ш. 83.10889° зх. д. (34.434653, -83.108872).  За даними Бюро перепису населення США в 2010 році місто мало площу 11,89 км², з яких 11,82 км² — суходіл та 0,06 км² — водойми.

## Демографія
Згідно з переписом 2010 року, у місті мешкало 2156 осіб у 888 домогосподарствах у складі 564 родин. Густота населення становила 181 особа/км².  Було 1073 помешкання (90/км²).
Расовий склад населення:
| - 67,2 % — білих - 24,3 % — чорних або афроамериканців - 0,5 % — азіатів - 0,4 % — корінних американців - 5,2 % — осіб інших рас |

До двох чи більше рас належало 2,3 %. Частка іспаномовних становила 10,7 % від усіх жителів.
За віковим діапазоном населення розподілялося таким чином: 26,6 % — особи молодші 18 років, 58,0 % — особи у віці 18—64 років, 15,4 % — особи у віці 65 років та старші. Медіана віку мешканця становила 36,0 року. На 100 осіб жіночої статі у місті припадало 87,8 чоловіків;  на 100 жінок у віці від 18 років та старших — 79,4 чоловіків також старших 18 років.
Середній дохід на одне домашнє господарство  становив 39 495 доларів США (медіана — 29 450), а середній дохід на одну сім'ю — 48 957 доларів (медіана — 41 458). Медіана доходів становила 29 048 доларів для чоловіків та 33 500 доларів для жінок. За межею бідності перебувало 23,9 % осіб, у тому числі 33,9 % дітей у віці до 18 років та 13,1 % осіб у віці 65 років та старших.
Цивільне працевлаштоване населення становило 638 осіб. Основні галузі зайнятості: виробництво — 24,5 %, освіта, охорона здоров'я та соціальна допомога — 20,2 %, роздрібна торгівля — 11,4 %, фінанси, страхування та нерухомість — 7,7 %.